# Vertebre (singolo)
Vertebre è un singolo del cantautore italiano Settembre, pubblicato il 19 novembre 2024 come quarto estratto dal primo EP omonimo.

## Descrizione
L'artista ha presentato il brano a Sanremo Giovani 2024 dove è risultato uno dei quattro finalisti, accedendo di diritto alla sezione "Nuove proposte" del Festival di Sanremo 2025, che ha successivamente vinto.
In un'intervista a Sky TG24, Settembre ha descritto il brano come fondamentale per esprimere i pensieri sulla sua generazione e le difficoltà di affrontare le emozioni e le fragilità a vent'anni.

## Tracce
Testi e musiche di Andrea Settembre, Ben Thomas, Laura Di Lenola e Manuel Finotti.
1. Vertebre – 2:50

## Classifiche
| Classifica (2025) | Posizione massima |
| ----------------- | ----------------- |
| Italia            | 31                |